# ذلب هالي
ذلب هالي (الاسم العلمي:Sansevieria hallii) هو نوع من النباتات يتبع جنس الذلب من الفصيلة الهليونية.